# Joseph-Alexandre Martigny
Joseph-Alexandre Martigny, född den 22 april 1808 i Sauverny, död den 19 augusti 1881 i Belley, var en fransk präst. 
Martigny författade Dictionnaire des antiquités chrétiennes (1865, med 270 avbildningar; 2:a upplagan 1877, med 675 avbildningar) med flera arbeten rörande den kristna arkeologin.